# Badikaha
Badikaha est une ville située au centre-nord de la Côte d'Ivoire, et appartenant au département de Nikaramadougou, dans la Région du Hambol (Katiola chef lieu de région). La localité de Badikaha est un chef-lieu de sous-préfecture .

## Climat
Badikaha possède un climat de savane à hiver sec (Aw) selon la classification de Köppen-Geiger. Badikaha est une zone avec des précipitations importantes. Même pendant le mois le plus sec, il pleut beaucoup. Sur l’année, la température moyenne à Badikaha est de 27°C et les précipitations sont en moyenne de 951.4mm.
À titre de comparaison à Yamoussoukro, la température moyenne annuelle est de 26.6°C et les précipitations sont en moyenne de 745.4mm.

### Quand partir à Badikaha
La meilleure période pour se rendre à Badikaha est février, mars, avril. Au contraire, il est déconseillé de visiter Badikaha en juin, août pour des raisons strictement climatiques (ensoleillement et températures notamment).

### Les températures à Badikaha
Sur l'année, la température moyenne varie beaucoup. Elle se situe autour de 29°C en mars.

### La pluie à Badikaha
On compte généralement 180 mm de précipitations maximum chaque année à Badikaha.

### Les normales saisonnières en Côte d'Ivoire
Voici les normales saisonnières constatées en Côte d’Ivoire pour le mois de mars et avril. Notre avis est basé sur la combinaison de ces données historiques des normales saisonnières à savoir qu'une bonne note indique une température agréable et peu de pluie.

## Administration
la ville de Badikaha est dotée d'une sous-préfecture

## Sécurité
la ville de Badikaha est dotée d'un poste de gendarmerie

## Santé
la ville de Badikaha est dotée d'un centre de santé urbain

## Éducation
La ville de Badikaha possède un système d'éducation qui comprend un enseignement préscolaire, un enseignement primaire et secondaire général.
| LISTE DES ETABLISSEMENTS D’ENSEIGNEMENT DANS LA S/P DE BADIKAHA |     |                                 |        |                  |
| PRE-SCOLAIRE                                                    | No. | Nom de l’établissement          | Statut | Localisation     |
|                                                                 | 01  | École Maternelle de Badikaha    | Public | Badikaha Ville   |
|                                                                 | 02  | École Maternelle de Kouroukouna | Public | Kouroukouna      |
|                                                                 |     |                                 |        |                  |
| PRIMAIRE                                                        | No. | Nom de l’établissement          | Statut | Localisation     |
|                                                                 | 01  | EPP Badikaha (1 et 2)           | Public | Badikaha Ville   |
|                                                                 | 02  | EPP Badikaha 3                  | Public | Badikaha Ville   |
|                                                                 | 03  | EPP Kouroukouna                 | Public | Kouroukouna      |
|                                                                 | 04  | EPP Kouroukouna Gare            | Public | Kouroukouna-Gare |
|                                                                 | 05  | EPP Tiégara                     | Public | Tiégara          |
|                                                                 | 06  | EPP Pengarikaha                 | Public | Pengarikaha      |
|                                                                 |     |                                 |        |                  |
| SECONDAIRE                                                      | No. | Nom de l’établissement          | Statut | Localisation     |
|                                                                 | 01  | Collège Moderne de Badikaha     | Public | Badikaha         |
|                                                                 | 02  | Collège Moderne de Pengarikaha  | Public | Pengarikaha      |